# Guillaume Rufin
Guillaume Rufin (Viriat, 26 mei 1990) is een Franse tennisser. Hij heeft nog geen Grand slams gewonnen of in een finale ervan gestaan. Eveneens heeft hij nog geen ATP toernooien gewonnen of in een finale gestaan. Wel heeft hij al drie ATP-challengers gewonnen in het enkelspel.

## Jaarverslagen

### 2010
Onderging een heupoperatie in december.

### 2011
Terug met tennis begonnen in maart. Gekwalificeerd voor ATP Nice en Roland Garros in mei.

## Palmares enkelspel
| Nr.                  | Datum           | Toernooi      | Ondergrond | Tegenstander in finale | Score         | Details       |
| -------------------- | --------------- | ------------- | ---------- | ---------------------- | ------------- | ------------- |
| Gewonnen challengers |                 |               |            |                        |               |               |
| 1.                   | 19 oktober 2009 | Florianópolis | Gravel     | Pere Riba              | 6-4, 3-6, 6-3 | 6-4, 3-6, 6-3 |
| 2.                   | 15 oktober 2012 | Villa Allende | Gravel     | Javier Martí           | 6-2, 6-3      | 6-2, 6-3      |
| 3.                   | 22 juli 2013    | Oberstaufen   | Gravel     | Peter Gojowczyk        | 6-3, 6-4      | 6-3, 6-4      |

## Prestatietabellen
| Legenda | Legenda                          |
| ------- | -------------------------------- |
| g.t.    | geen toernooi gehouden           |
| l.c.    | lagere categorie                 |
| –       | niet deelgenomen                 |
| G       | uitgeschakeld in de groepsfase   |
| 1R      | uitgeschakeld in de eerste ronde |
| 2R      | uitgeschakeld in de tweede ronde |
| 3R      | uitgeschakeld in de derde ronde  |
| 4R      | uitgeschakeld in de vierde ronde |
| KF      | uitgeschakeld in de kwartfinale  |
| HF      | uitgeschakeld in de halve finale |
| F       | de finale verloren               |
| W       | het toernooi gewonnen            |
| w-v     | winst/verlies-balans             |

### Prestatietabel enkelspel
| Grandslamtoernooien   |               |               |               |     |      |        |
| Australian Open       | –             | 1R            | –             | –   | 2R   | 1-2    |
| Roland Garros         | 2R            | –             | 2R            | 1R  | 1R   | 2-4    |
| Wimbledon             | –             | –             | –             | 2R  | 2R   | 2-2    |
| US Open               | –             | 2R            | –             | 1R  | 2R   | 1-3    |
| Winst-verlies         | 1-1           | 1–2           | 1-1           | 1-3 | 3-4  | 7-11   |
| ATP World Tour Finals |               |               |               |     |      |        |
| ATP World Tour Finals | –             | –             | –             | –   | –    | 0-0    |
| ATP Masters 1000      |               |               |               |     |      |        |
| Indian Wells          | –             | –             | –             | –   | –    | 0-0    |
| Miami                 | –             | –             | –             | 1R  | 2R   | 1-2    |
| Monte Carlo           | –             | –             | –             | 1R  | –    | 0–1    |
| Rome                  | –             | –             | –             | –   | –    | 0-0    |
| Madrid                | –             | –             | –             | –   | –    | 0-0    |
| Montréal/Toronto      | –             | –             | –             | –   | –    | 0–0    |
| Cincinnati            | –             | –             | –             | –   | –    | 0-0    |
| Shanghai              | –             | –             | –             | –   | –    | 0–0    |
| Parijs                | –             | –             | –             | –   | –    | 0-0    |
| Olympische Spelen     |               |               |               |     |      |        |
| Olympische Spelen     | geen toernooi | geen toernooi | geen toernooi | –   | g.t  |        |
| Statistieken          |               |               |               |     |      |        |
| Totaal aantal titels  | 0             | 0             | 0             | 0   | 0    | 0      |
| Totaal winst-verlies  | 1-1           | 3-4           | 1-2           | 3-7 | 8-13 | 16-27  |
| Eindejaarsranking     | 172           | 203           | 237           | 90  | 137  | n.v.t. |

### Prestatietabel (grand slam) dubbelspel
| Grandslamtoernooien   |     |     |     |        |
| Australian Open       | –   | –   | –   | 0-0    |
| Roland Garros         | 3R  | 1R  | –   | 2-2    |
| Wimbledon             | –   | –   | –   | 0-0    |
| US Open               | –   | –   | –   | 5–3    |
| Winst-verlies         | 2-1 | 0–1 | 0-0 | 2-2    |
| ATP World Tour Finals |     |     |     |        |
| ATP World Tour Finals | –   | –   | –   | 0-0    |
| Statistieken          |     |     |     |        |
| Totaal aantal titels  | 0   | 0   | 0   | 0      |
| Eindejaarsranking     | 330 | 237 | 556 | n.v.t. |